# Deudorix rhodesiensis
Deudorix rhodesiensis är en fjärilsart som beskrevs av Stevenson 1937. Deudorix rhodesiensis ingår i släktet Deudorix och familjen juvelvingar. Inga underarter finns listade i Catalogue of Life.